# Tad (hudební skupina)
TAD byla americká rocková kapela, která pocházela ze Seattlu. Byla to jedna z vůbec prvních kapel, která byla předzvěstí následující grungeové éry. Ačkoliv byl jejich komerční úspěch značně omezený, dodnes se najde spoustu fanoušků této kapely.
Kapela vznikla v roce 1988 a zanikla v roce 1999.